# Рос Батлер
Рос Флеминг Батлер (рођен 17. маја 1990) је амерички глумац. Познат је по Дизни серији Кеј Си на тајном задатку и филмовима Тинејџерска плажа 2. Познат је и по његовој улози у Нетфликсовој серији 13 разлога зашто као Зек Демпзи. Поред тога, Батлер се појавио као Ређи Мантл у 1. сезони Си-Даблју серији Ривердејл.

## Биографија
Батлер је рођен у Квинстауну у Сингапуру, од оца британско-холандског порекла и кинеско-малезијске мајке. Подигла га је његова мајка у Ферфаксу, Вирџинији.
Батлер је похађао средњу школу Ленгли, дипломирао је 2008, а затим се уписао на Државни универзитет Охајо, али ју је напустио након годину дана. Ускоро се преселио у Лос Анђелес и почео је да похађа часове глуме.

## Филмографија

### Филм
| Година | Назив                                  | Улога           | Белешке     |
| ------ | -------------------------------------- | --------------- | ----------- |
| 2013   | Work It Out                            | Eddie Peon      | кратак филм |
| 2014   | Two Bedrooms                           | Roy             |             |
| 2014   | Rules of the Trade                     | Leroy           |             |
| 2015   | Hacker's Game                          | Jeremy          |             |
| 2018   | Hacker's Game Redux                    | Jeremy          |             |
| 2019   | Shazam!                                | Adult Eugene    |             |
| 2020   | To All the Boys: P.S. I Still Love You | Trevor Pike     |             |
| 2021   | To All the Boys: Always and Forever    | Trevor Pike     |             |
| 2021   | Raya and the Last Dragon               | Leader of Spine | глас        |
| 2023   | Shazam! Fury of the Gods               | Adult Eugene    |             |

### Телевизија
| Година     | Назив            | Улога           | Белешке                         |
| ---------- | ---------------- | --------------- | ------------------------------- |
| 2012       | The Gateway Life | Allen           | Телевизијски филм               |
| 2013       | Major Crimes     | Ian Yorita      | Епизода: "Pick Your Poison"     |
| 2013       | Camp Sunshine    | Tony            | Телевизијски филм               |
| 2014       | Star Seed        | Chris Choi      | Непознате епизоде               |
| 2014       | Hollywood        | Chris           | Непознате епизоде               |
| 2014       | Dog Park         | Scott           | Епизода: "Roll Over"            |
| 2014       | Happyland        | Scott           | Епизода: "Repeated Infractions" |
| 2015       | Teen Beach 2     | Spencer Watkins | Телевизијски филм               |
| 2015       | Perfect High     | Nate            | Телевизијски филм               |
| 2015       | Chasing Life     | Hunter          | 3 епизоде                       |
| 2015–2016  | K.C. Undercover  | Brett Willis    | 8 епизода                       |
| 2016       | Teen Wolf        | Nathan Pierce   | 3 епизоде                       |
| 2017–данас | Riverdale        | Reggie Mantle   | 6 епизода                       |
| 2017–данас | 13 Reasons Why   | Zach Dempsey    | главна улога; 26 епизода        |